# Cantone di Villeneuvois et Villefranchois
Il Cantone di Villeneuvois et Villefranchois è una divisione amministrativa dell'arrondissement di Villefranche-de-Rouergue.
È stato costituito a seguito della riforma approvata con decreto del 21 febbraio 2014, che ha avuto attuazione dopo le elezioni dipartimentali del 2015.

## Composizione
Comprende i 20 comuni di:
- Ambeyrac
- Brandonnet
- La Capelle-Balaguier
- Compolibat
- Drulhe
- Lanuéjouls
- Maleville
- Martiel
- Montsalès
- Ols-et-Rinhodes
- Privezac
- Saint-Igest
- Saint-Rémy
- Sainte-Croix
- Salvagnac-Cajarc
- Saujac
- Savignac
- Toulonjac
- Vaureilles
- Villeneuve